# Río Casares (afluente del Besaya)
El río Casares o Anievas es un curso fluvial del centro de Cantabria (España), perteneciente a la cuenca hidrográfica del Saja-Besaya. Es conocido por los lugareños también como río La Ermita, y su principal afluente es el Regato de La Canal. 

## Curso
Tiene una longitud de unos 7 kilómetros, con una pendiente media de 2,5º, recorriendo de norte a sur el término municipal de Anievas hasta unirse con el Besaya cerca de Las Fraguas (Arenas de Iguña), por su derecha. Nace en las laderas sur del Monte Tejas, y su cuenca se denomina valle de Anievas.
Aparece descrito, como «Anievas», en el segundo volumen del Diccionario geográfico-estadístico-histórico de España y sus posesiones de Ultramar de Pascual Madoz con las siguientes palabras:

ANIEVAS: r. en la prov. de Santander, part. jud. de Torrelavega: nace en las alturas del valle de su mismo nombre, de varios manantiales pequeños, el mayor de los cuales se halla en el punto denominado de las Fuentes: es de curso perenne, aunque escaso, especialmente en el verano; corre como 1 leg. de estension, encontrando á su paso al pueblo de San Juan de Raicedo, poco mas abajo del cual, y cerca del de Arenas, se confunde con el Besaya: sus aguas, que se aumentan bastante durante el invierno con las que se deslizan de las montañas inmediatas procedentes de las lluvias, en cuyo tiempo lleva un caudal crecido é imponente por su impetuosidad, dan movimiento á 5 molinos harineros, los 4 de una rueda, y el restante de tres, que solo pueden trabajar en dicha época; en él se crian anguilas, truchas y otros peces menores, pero no en abundancia.
(Madoz, 1845, p. 318)